# Nuvem estelar
Nuvem estelar é um grupo de estrelas, que aparentam estar na mesma posição no ceú, mas não são um verdadeiro Aglomerado estelar, pois as estrelas residem em pontos diferenciados.